# Jazz Classique
Jazz Classique est un magazine français de jazz créé en 1998, qui donne la parole aux musiciens.

## Rédacteurs
(Liste non exhaustive)
- Jean-Paul Amouroux
- Patrick Bacqueville
- Michel Bastide
- Philippe Baudoin
- Dominique Burucoa
- François Fournet
- Olivier Franc
- Daniel Huck
- Jean-Marie Hurel
- Irakli
- Stan Laferrière
- François Laudet
- Michel Mardiguian
- Louis Mazetier
- Jacques Montebruno
- Jean-Pierre Morel
- Guillaume Nouaux
- Jean Osmont
- Boss Quéraud
- Marc Richard
- Tommy Sancton
- Jacques Schneck
- Laurent Verdeaux
- Dan Vernhettes